# 爱达荷州众议院
爱达荷众议院（英語：Idaho House of Representatives）是美国爱达荷议会的下議院，共有70名议员，每届任期2年。現任眾議院議長為共和黨籍的邁克·莫伊爾。